# Janina Gavankar
Janina Gavankar (Joliet, Illinois, 29 november 1980) is een Amerikaanse actrice en muzikante met Indiase en Nederlandse wortels.

## Biografie
Gavankar werd geboren in Joliet, Illinois. Haar vader heeft een Indiase achtergrond en haar moeder is een Nederlandse met Indiase wortels. Ze studeerde af als theateractrice aan de Universiteit van Illinois te Chicago.

## Carrière
Gavankar acteerde op het theater, in film en televisie en op het internet. Op dit laatste platform verkreeg ze bekendheid als Ms. Dewey, de commentator en het gezicht van de gelijknamige zoekmachine die tussen 2006 en 2009 online stond. Op televisie is ze onder meer te zien in de series The L Word, Grey's Anatomy, Stargate Atlantis, The Cleaner, The Gates, The League,The Vampire Diaries en is ze vanaf het vierde seizoen te zien in de vampierenserie True Blood. Verder had ze filmrollen in een aantal Independent Movies.

## Filmografie (selectie)

### Films
Uitgezonderd korte films
| Jaar | Titel                                  | Rol                    | Opmerkingen |
| ---- | -------------------------------------- | ---------------------- | ----------- |
| 2002 | Barbershop                             | Fine Woman             |             |
| 2003 | Dark                                   | Kaya                   |             |
| 2004 | Barbershop 2: Back in Business         | Field Reporter         |             |
| 2005 | Cup of My Blood                        | Iona                   |             |
| 2008 | Shattered!                             | Maria                  |             |
| 2010 | Quantum Quest: A Cassini Space Odyssey | Niki                   | stem        |
| 2011 | The Custom Mary                        | Ms. Rime               |             |
| 2012 | Satellite of Love                      | Michelle               |             |
| 2013 | Who's Afraid of Vagina Wolf?           | Katia Amour / The Stud |             |
| 2014 | Code Academy                           | Madame Counselor       |             |
| 2014 | Think Like a Man Too                   | Vanessa                |             |
| 2016 | Pee-wee's Big Holiday                  | Partygast              |             |
| 2017 | The Vanishing of Sidney Hall           | Gina                   |             |
| 2018 | Blindspotting                          | Val                    |             |
| 2018 | The White Orchid                       | Tina                   |             |
| 2020 | The Way Back                           | Angela                 |             |
| 2021 | Encounter                              | Piya                   |             |
| 2024 | Borderlands                            | Commander Knoxx        |             |

### Televisie
- The L Word als Papi (2007 - 2009, 12 afl.)
- Grey's Anatomy als Intern Lisa (2008, 2 afl.)
- Stargate Atlantis als Sgt. Dusty Mehra (2008, 1 afl.)
- The Cleaner als Usha Patel (2009, 2 afl.)
- Dollhouse als Lynn (2009, 1 afl.)
- NCIS als Angela Lopez (2009, 1 afl.)
- The League als Shiva (2009 - 2013, 9 afl.)
- The Gates als Leigh Turner (2010, 13 afl.)
- Traffic Light als Alexa (2011, 3 afl.)
- True Blood als Luna Garza (2011-2013, 25 afl.)
- The Vampire Diaries als Tessa (2013, 4 afl.)
- Nikki & Nora: The N&N Files als Lea Sadina (2014, 4 afl.)
- The Mysteries of Laura als Meredith Bose (2014-2015, 23 afl.)
- Star Wars: Tales of the Jedi als Pav-ti (2022, stem in 1 afl.)